# Het apencircus
Het apencircus is het 119de stripverhaal van Jommeke. De reeks wordt getekend door striptekenaar Jef Nys.

## Verhaal
Als Jommeke op een dag thuiskomt, vindt hij daar een hele bende apen in de tuin. Die zijn gekomen van Paradijseiland, maar omdat ze natuurlijk niet kunnen spreken, blijft het een raadsel waarom ze gekomen zijn. Jommeke zorgt voor onderdak door een circustent in de tuin te zetten. Ondertussen gaat Filiberke aan professor Gobelijn het spreekmiddel vragen waarmee dieren kunnen spreken. Omdat Jommekes vader het eten en de vernielingen van de apen niet wil betalen, komt Filiberke op het idee een apencircus op te zetten en inkomgeld te vragen. Ze leren de apen allerlei kunsten aan en gaan reclame maken in het dorp. Er komt een pak volk op af. Tegen het einde van de voorstelling is Gobelijn klaar met het spreekmiddel en komt hij de apen inspuiten. Jommeke bedenkt nog snel een act van zingende apen. Een van die apen vertelt een toeschouwer dat ze gekomen zijn omdat hun eiland vergeven is van de vlooien en er breekt paniek uit. Uiteindelijk maakt professor Gobelijn nog een antivlooienmiddel waarmee ze door het dorp gaan om iedereen van de vlooien te verlossen. Dan kunnen de apen terugkeren naar hun eiland met een flinke lading van het middel.

## Achtergronden bij het verhaal
- In dit verhaal komen de buren van Jommeke, Filemon en diens vrouw, voor.